# Стематографія
«Стематографія» — книга Христофора Жефаровича, що містить геральдичні зображення та складається з 54 непагінованих аркушів з гравюрами та текстами, що пояснюють зображення.

## Зміст
За складом він складається з п'яти частин:
1. Серія літографічних портретів правителів і духовенства
2. Геральдичні знаки південнослов'янських народів
3. Коментар геральдичних знаків
4. Літографії південнослов'янських святих
5. Поетична похвала єпископа Карловацького Павла Ненадовича за Христофора Жефаровича

Мовою, якою написана «Стематографія», є церковнослов'янська. Архієпископ і печі Патріарх Арсеній IV Йованович забезпечив видання та розповсюдження книги в межах своєї єпархії, до якої входять Сербська та Західно-Болгарська єпархії, включаючи Кюстендил, Рильський монастир, Мехомія та Самоков.

## Призначення
Книга спрямована на духовне пробудження християн на основі славного минулого болгарів, сербів, хорватів, у тому числі греків та албанців. «Стематографія» також присвячена слов'янам, що жили під владою Священної Римської імперії Габсбургів. Завдяки своєму загальнослов'янському дизайну та духу «Стематографія» включена до Індексу заборонених книг Австро-Угорської імперії.
Основним джерелом для написання «Стематографії» є однойменна праця хорвата Павао Ріттера Вітезовича, видана латинською мовою та «Слов'янське царство» Мавро Орбіні. Книга містить образи болгарських царів і королів з династії Неманичів.

## Геральдика
Другий розділ книги містить зображення 56 гербів країн, районів та міст. Перед ними текст про «іллірійські» (див. Іллірійські) герби за Павао Ріттером Вітезовичем, а на цілому аркуші представлений у ттіумфальній позі цар Стефан Душан, що їде на коні. Над ним два ангели, один тримає корону і вінець слави, а інший — гілку миру і дмухайє у довгу трубу. Під ногами коня лежать різні види зброї. Навколо цієї композиції в медальйонах розташовано 56 гербів «Стематографії», позначених відповідними написами. В кінці книги цього правителя присвячена ще одна гравюра-портрет в еліптичній рамці.
На цій гравюрі-портреті цар Стефан Душан зображений у вигляді лицаря з короною та шоломом. Ліворуч Мінерва тримає еліпс із списом у руці, а праворуч Хронос стає на коліна з волоссям смерті, а перед ним пісочний годинник — символ часу, що минув. На цій гравюрі закінчується «Стематографія».

### Герби
У «Стематографії» зображено 99 гербів країн, районів, міст — Албанії, Австрії, Боснії, Бессарабії, Болгарії, Валахії, Венеції, Дакії, Далмації, Герцеговини, Молдови, Московії, Паннонії, Польщі, України, Сербії, Фессалії, Трансільванії, Фракії, Туреччини, Угорщини тощо.
У книзі зображено королівський герб Болгарії та князівські герби Мізії, Фракії, Македонії та інших. Герб Болгарії являє собою прямостоячого, поверненого праворуч, озброєного і коронованого золотого лева на червоному полі на іспанському щиті з королівською короною над ним.
На гербі Мізії в щиті замість лева розміщені вертикально дві золоті корони на блакитному тлі. Герб Фракії — золотий лев на блакитному тлі, повернутий ліворуч, з піднятою лівою передньою ногою і сонцем позаду, без корони. Герб Македонії такий же, як і Болгарії, але з перевернутими кольорами — лев червоний на золотому полі без корони. На гербі Дарданії використовується червоний лев на срібному тлі, повернутий ліворуч з роздвоєним хвостом і списом у передніх лапах.
Відсутність королівських корон у левів з гербів Македонії, Фракії та Дарданії (Тирново знаходиться в Мізії) та зображення лише княжих корон для цих областей свідчать про те, що Христофор Жефарович хоче підкреслити їх історичний статус окремих областей, об'єднаних та підпорядковується одному Тирновському краю.
Під кожним гербом написаний чотиривірш — поетична похвала, але він також містить текст про історичну долю країни чи регіону, до якого належить герб. За гербами слідують пояснювальні тексти про них та умовне зображення їх кольорів. Нарешті, є поетична похвала Христофору Жефаровичу від Павла Ненадовича.
«Стематографія» закінчується гравюрою царя Стефана Душана з Мінервою та Хроносом.

## Значення
«Стематографія» зіграла значну роль у духовному пробудженні та дозріванні болгар та південних слов'ян, надаючи сильний вплив на болгарську культуру відродження. Понад століття «Стематографія» використовується художниками, іконописцями, граверами та ілюстраторами книг як зразок для написання святих, царів та геральдичних символів, і особливо болгарської геральдики.
«Стематографія» з'явилася на початку загальноєвропейського просвітницького абсолютизму і не могла бути розглянута та проаналізована поза цим загальноєвропейським історичним процесом.

## Галерея

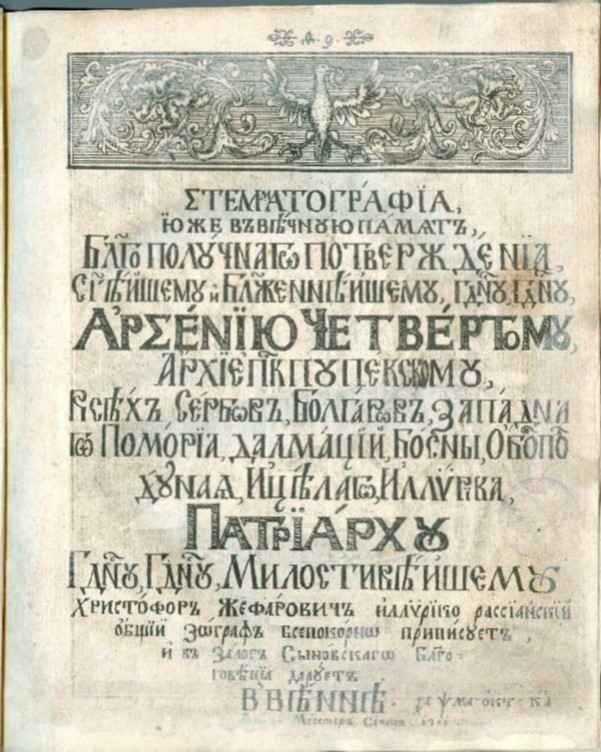
Титульна сторінка перекладеного видання 1741 року
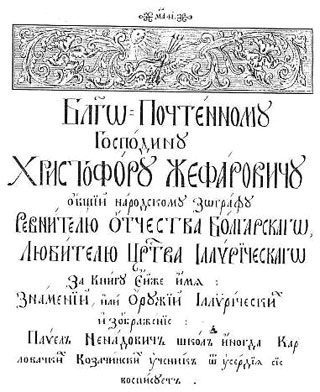
Сторінка-присвята того ж видання
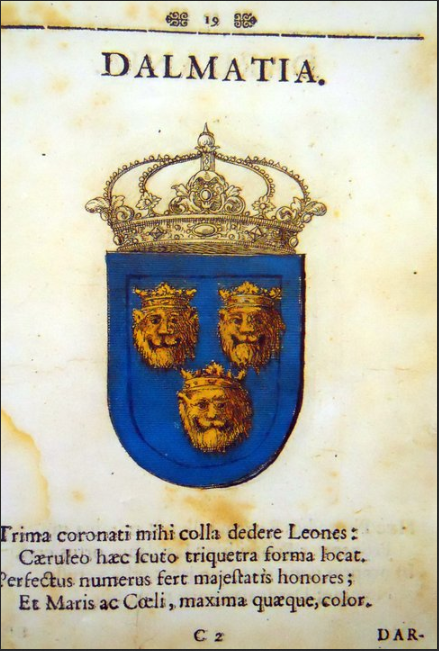
Далмація
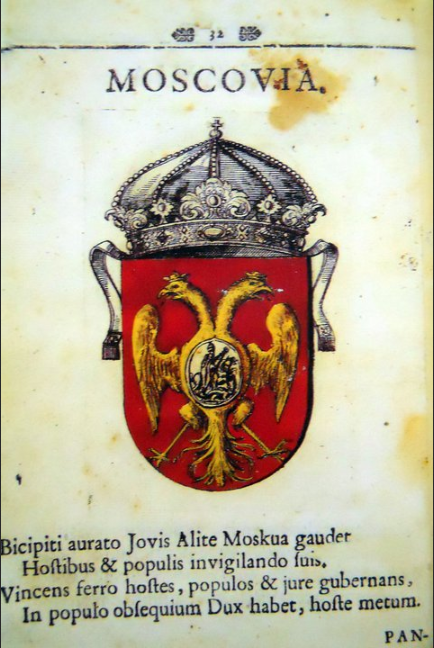
Московія
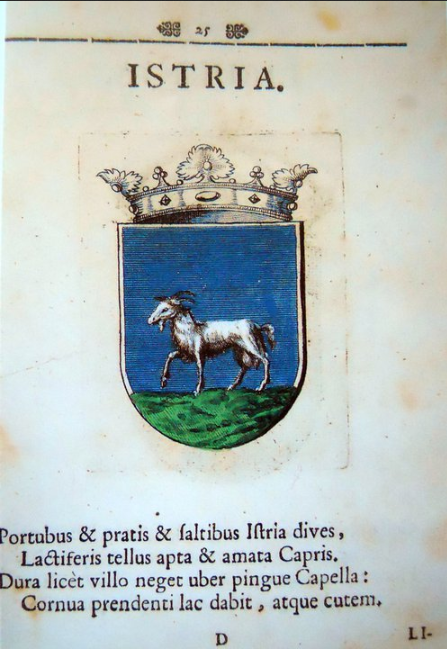
Істрія
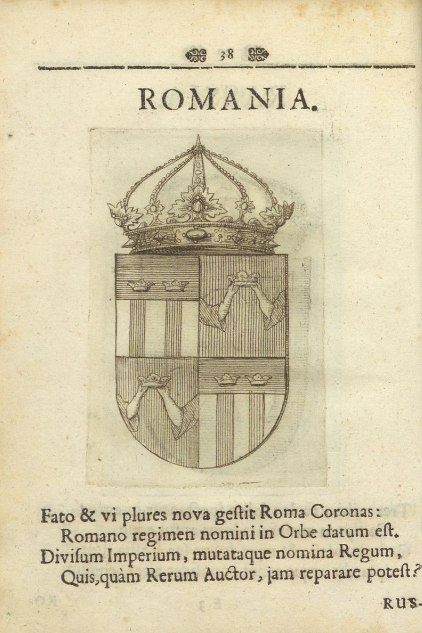
Румелія
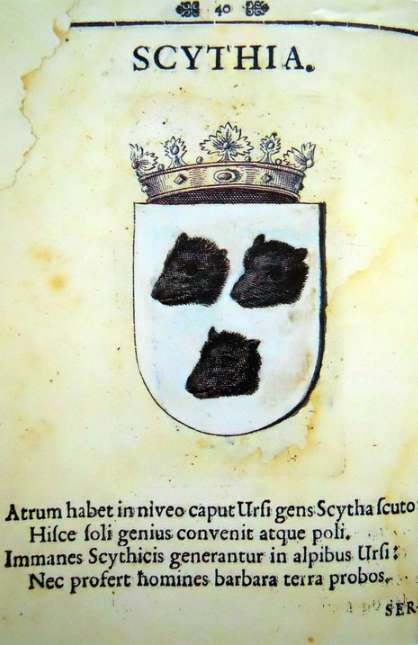
Скитія
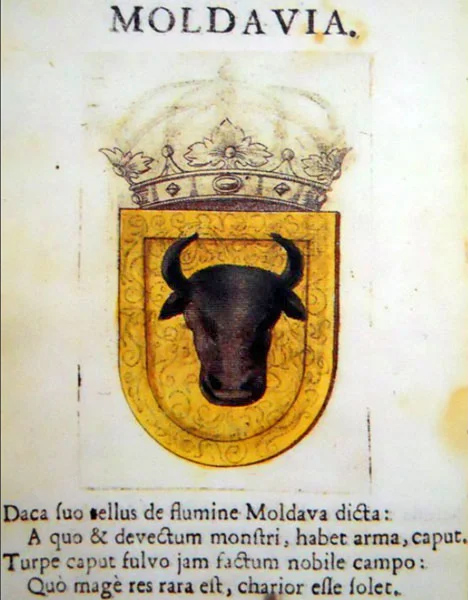
Молдова
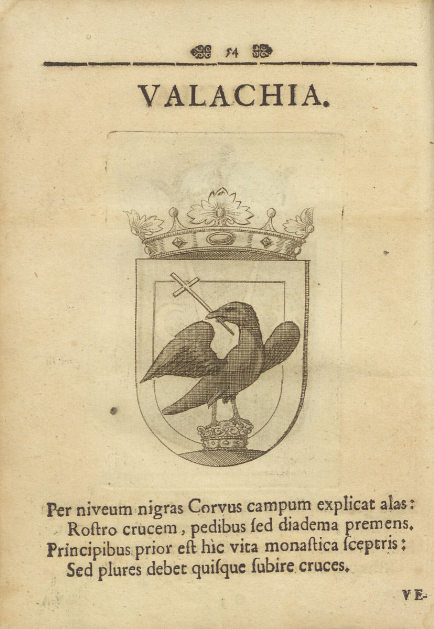
Валлахія
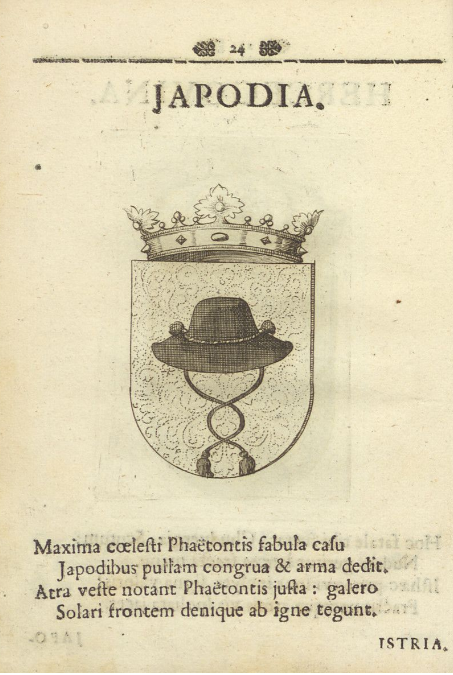
Яподія
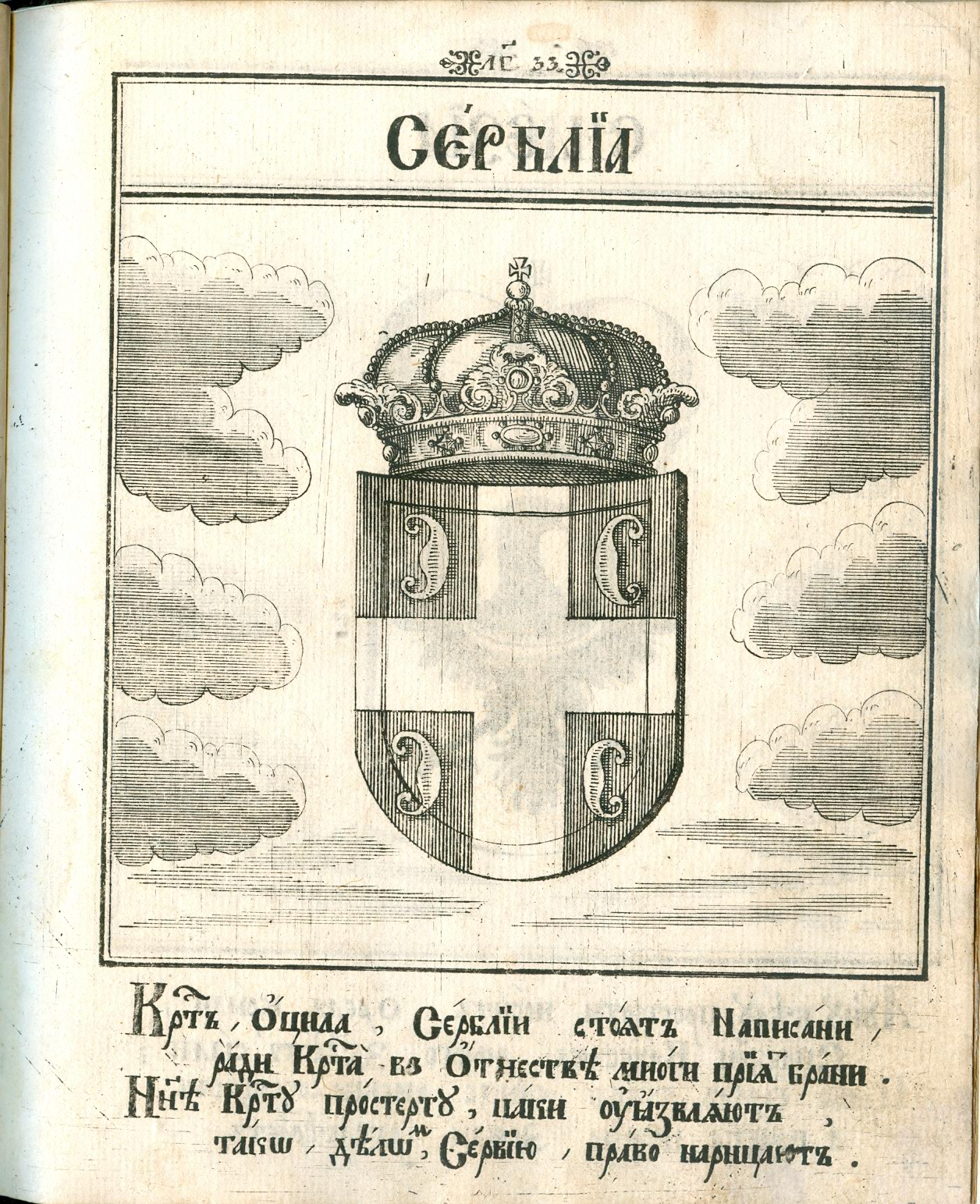
Сербія
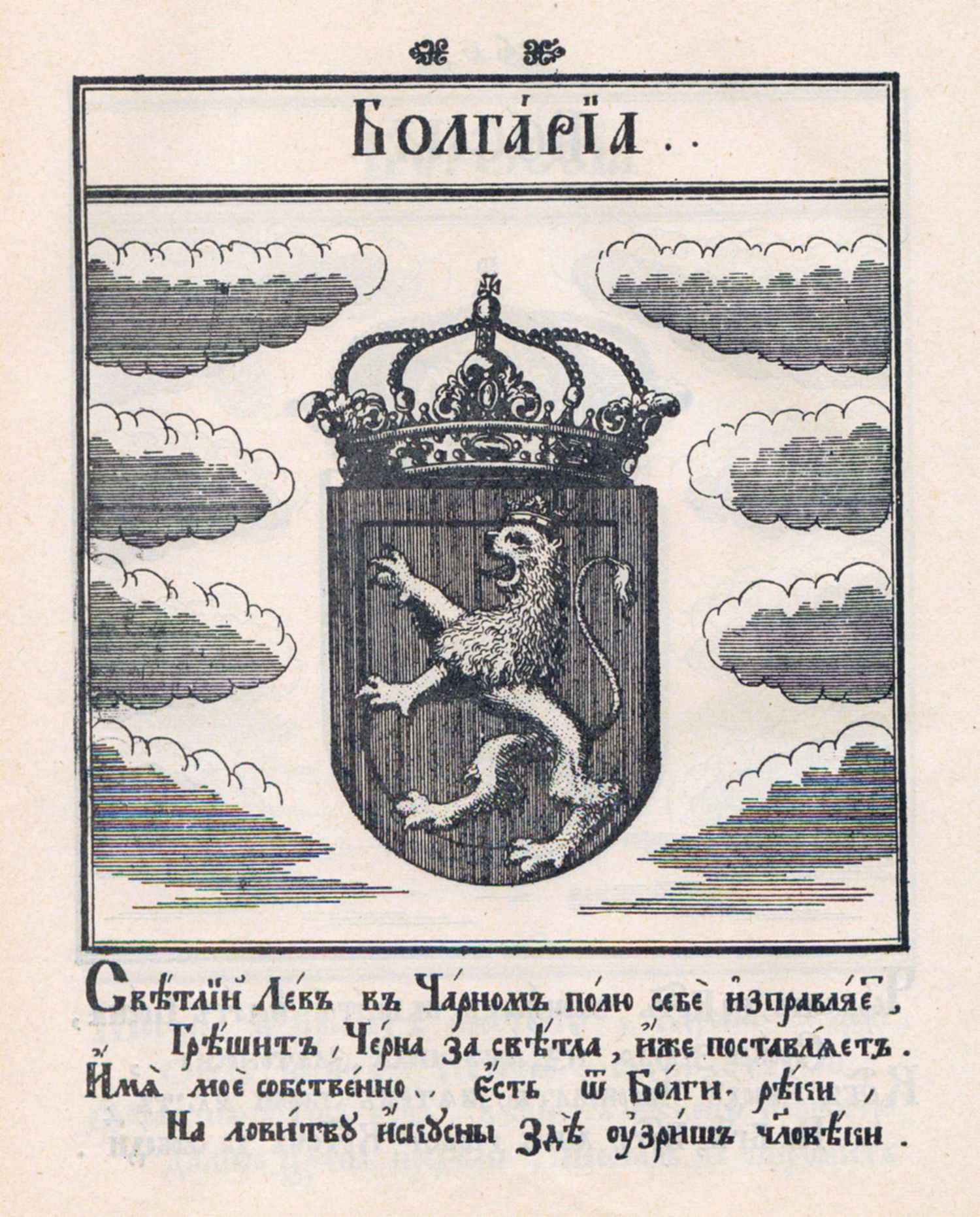
Болгарія
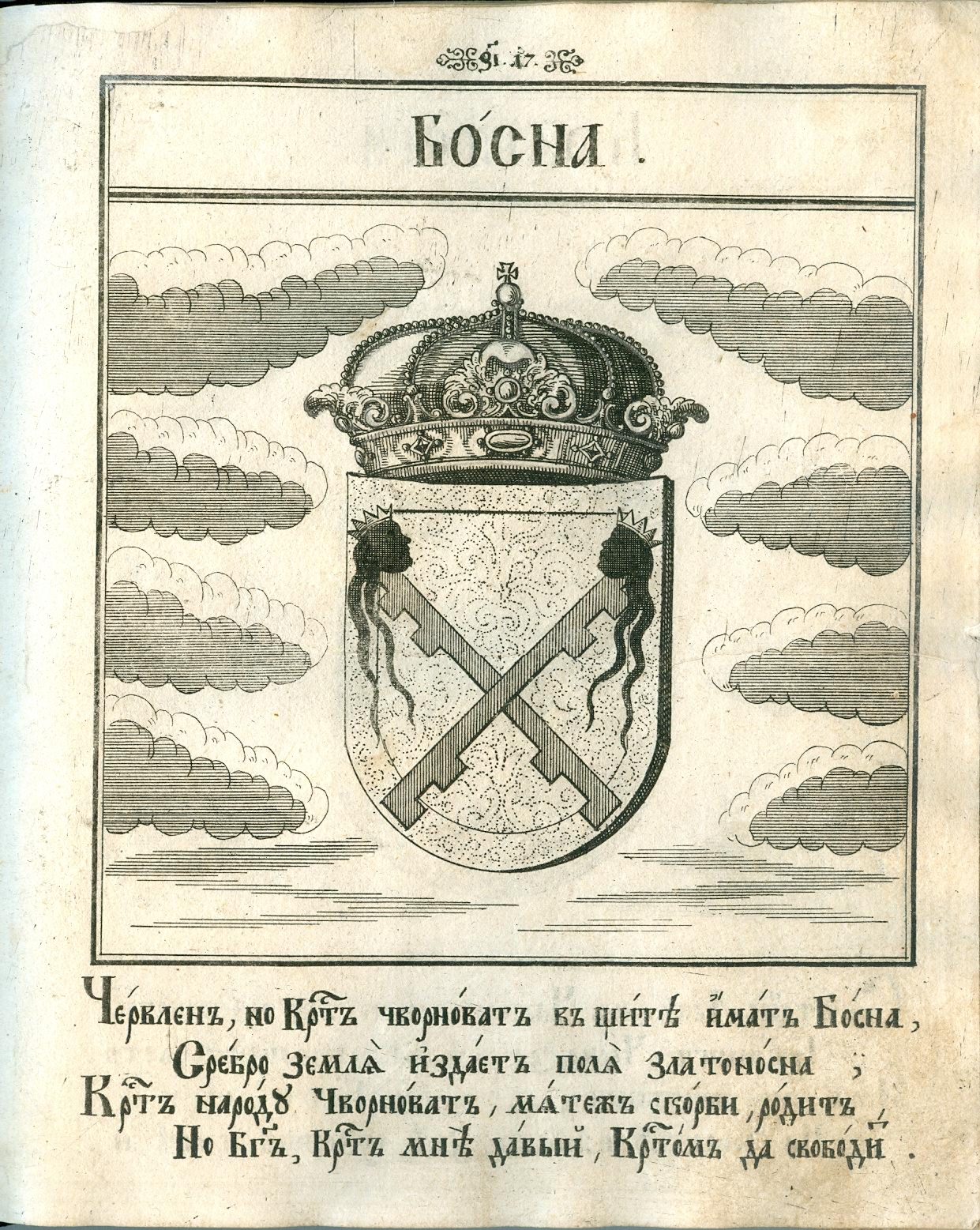
Боснія
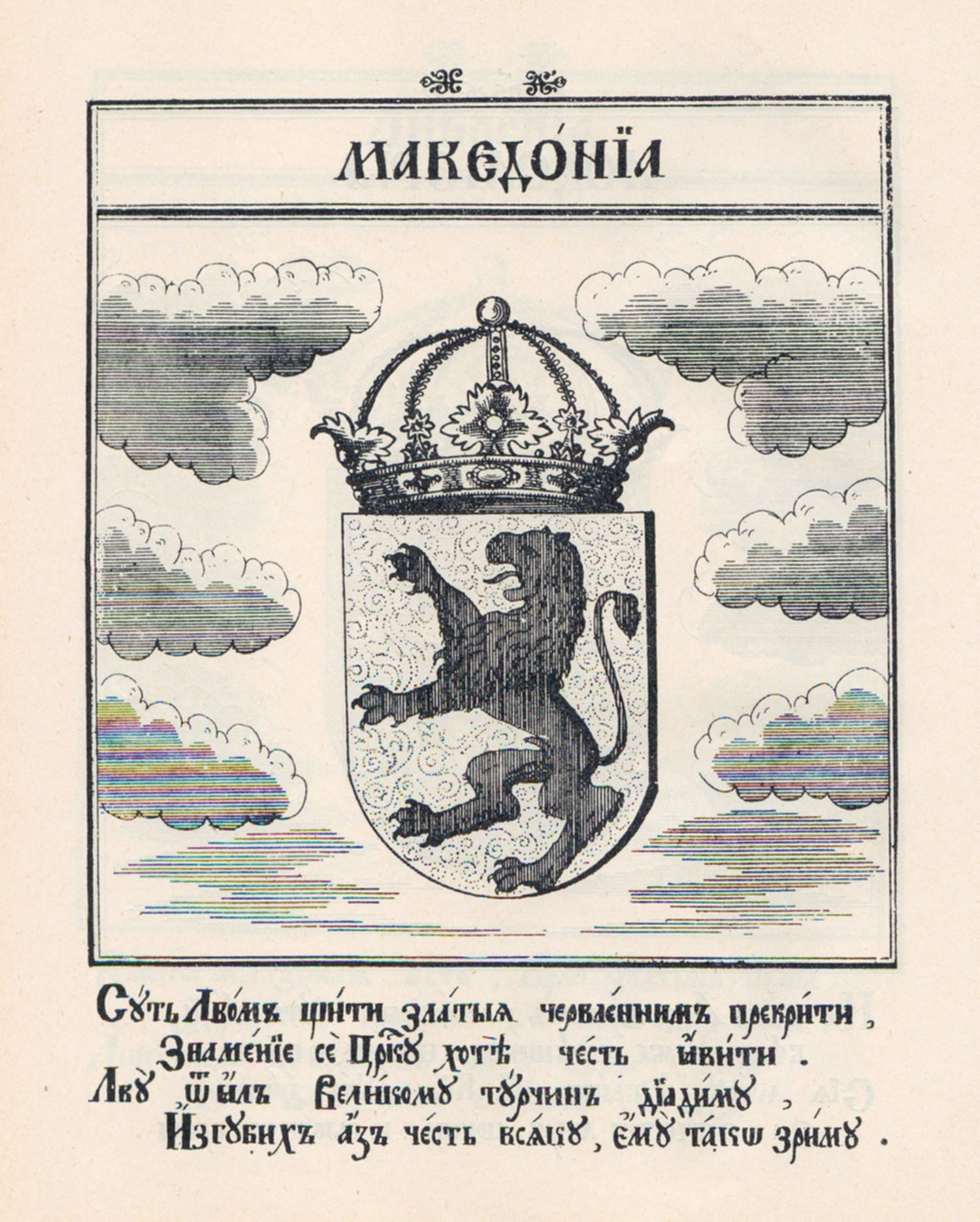
Македонія
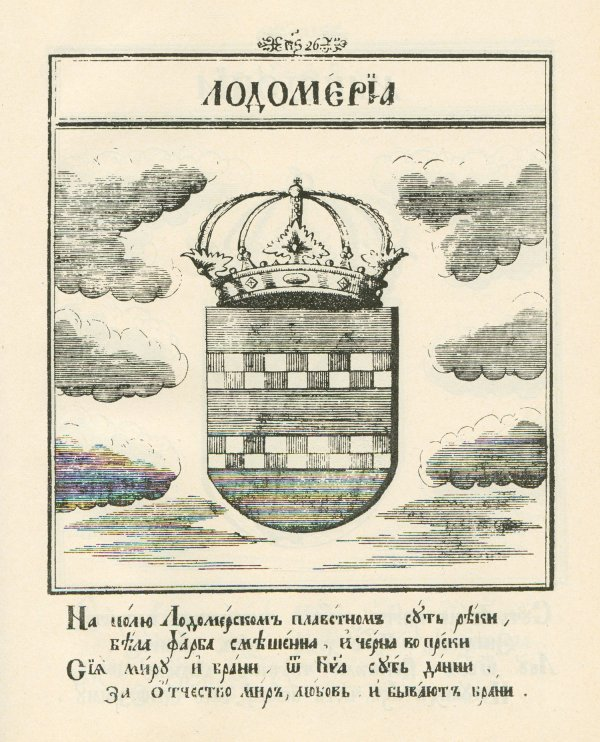
Лодомерія